# Leda en de zwaan (Ben Guntenaar)
Leda en de zwaan is een artistiek kunstwerk in Amsterdam-Zuid.

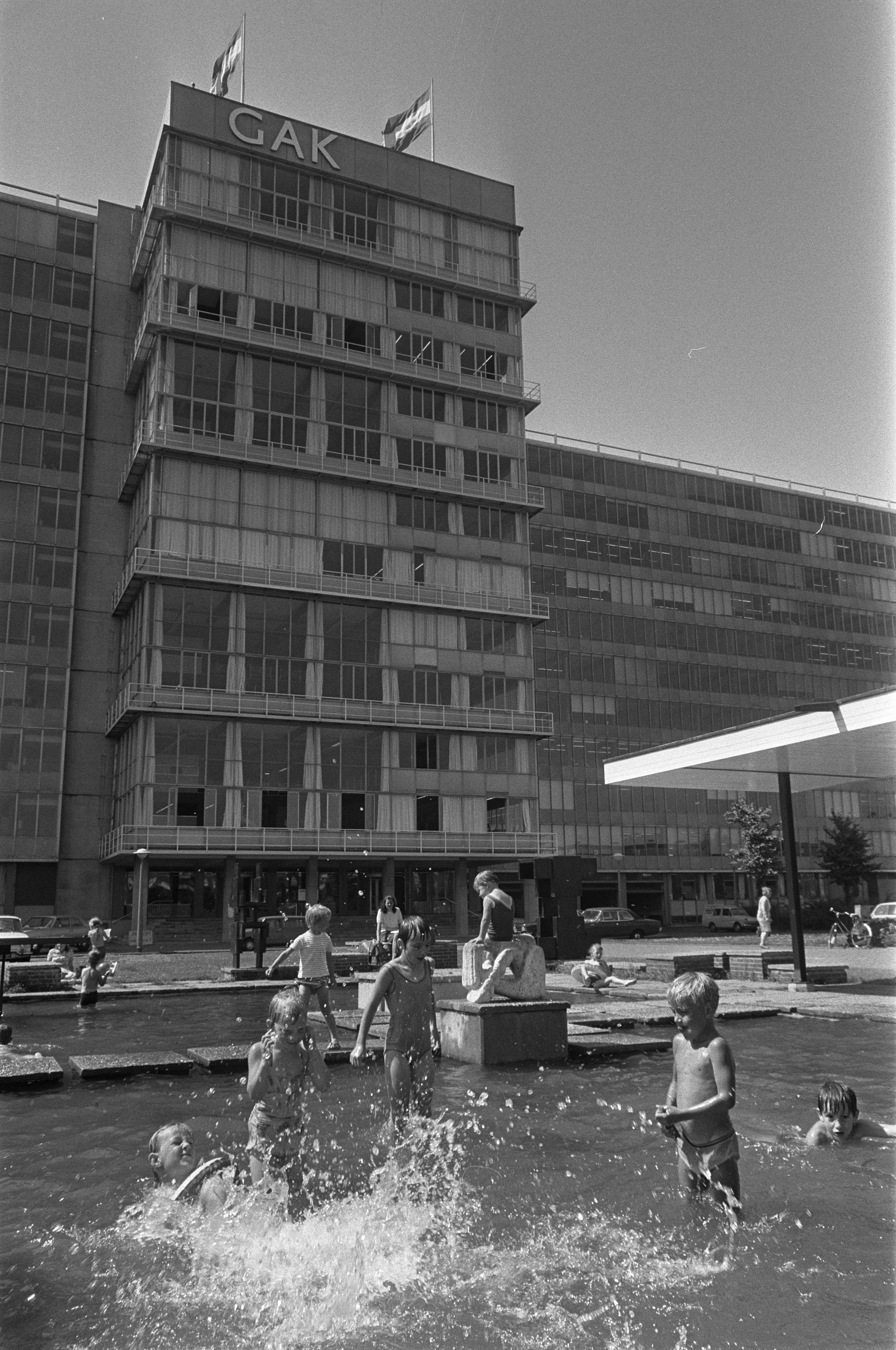
Leda en de zwaan bij het GAK-gebouw (1969)

Het is Ben Guntenaars weergave van het verhaal van Leda en de zwaan uit 1955. Het verhaal inspireerde al talloze kunstenaars met name bij schilderijen. Guntenaar hakte het uit natuursteen. Het stond eerst jarenlang in de vijvers voor het GAK-gebouw aan het Bos en Lommerplein in Amsterdam-West. Het GAK en latere UWV trokken weg en het beeld kreeg een zieltogend bestaan. Sinds de 2019/2020 staat het beeld op een nieuwe sokkel in het plantsoen van het Emmaplein.
Amsterdam heeft nog een beeld onder de titel Leda en de zwaan; het staat in het Erasmuspark en is van Han Rädecker. 
Afrika ontwaakt (Wessel Couzijn) · Drie gestalten (Hans Verhulst) · Fetish (Shinkichi Tajiri) ·  Leda en de zwaan (Ben Guntenaar) · Monument voor koningin Emma (Lambert Zijl) · Verschijning (Pearl Perlmutter) · Zonnehoofd (Carel Kneulman)